# 前412年
| 千纪： | 前1千纪 |
| 世纪： | 前6世纪 \| 前5世纪 \| 前4世纪 |
| 年代： | 前440年代 \| 前430年代 \| 前420年代 \| 前410年代 \| 前400年代 \| 前390年代 \| 前380年代                                                                                                |
| 年份： | 前417年 \| 前416年 \| 前415年 \| 前414年 \| 前413年 \| 前412年 \| 前411年 \| 前410年 \| 前409年 \| 前408年 \| 前407年                                                                  |
| 纪年： | 周威烈王十四年 魯穆公四年 齊宣公四十四年 晉烈公四年 趙獻子十二年 魏文侯十三年韓武子十三年 秦簡公三年 楚簡王二十年 宋昭公五十七年 衛慎公三年 鄭繻公十一年 燕後簡公三年 越王朱勾三十六年 |

## 大事記
- 魏文侯派太子擊包圍並佔領了秦國的繁龐，遷出當地的居民。
- 齊國伐魯國、莒及安陽，魯國派吳起擊敗齊國
- 越王朱勾去世，子越王翳嗣位。（根据《越王句践世家》为次年）
- 欧里庇得斯的戏剧《伊昂》、《海伦》上演。

## 逝世
- 阿摩基斯，波斯将军